# كأس الأمير فيصل بن فهد لكرة السلة 2012 - 2013
كأس الأمير فيصل بن فهد لكرة السلة 2012-2013 هي مسابقة كرة سلة في السعودية تم تنظيمها من قبل الاتحاد السعودي لكرة السلة. شارك فيها 16 فريقا. بدأت بتاريخ الخميس 17 يناير 2013 (26-03-1434 هـ). فاز نادي الأنصار لكرة السلة بالبطولة بعد انتصاره على نادي أحد لكرة السلة في النهائي بنتيجة 75-74.

## الفرق المشاركة
- الاتحاد
- الأنصار
- الهلال
- الفتح
- النهضة
- النصر
- الأهلي
- أحد
- القادسية
- الوحدة
- الصفا
- المسيرة
- السلام
- النور
- أبها
- العربي

## المراحل
تضمنت المسابقة ثلاث مراحل دور الـ 16 ، ربع النهائي بالإضافة إلى النهائي.
- دور الـ 16 أقيم في 17 يناير 2013 (26-3-1434 هـ)

| - الخليج 66 : 82الوحدة - أحد 20 : 0القريات - الهلال 67 : 57النصر - الصفا 40 : 111الاتحاد | - الأهلي 78 : 40الجبيل - الخويلدية42 : 74الأنصار - السلام 68 : 84الفتح - القادسية 66 : 67النهضة |

- ربع النهائي أقيم في 24 يناير 2013 (3-4-1434 هـ)

- أحد	72 : 59	الأهلي
- الاتحاد	82 : 56	الهلال
- الفتح	60 : 64	النهضة
- الأنصار	63 : 58	الوحدة

- النهائي أقيم بتاريخ الجمعة 26 أبريل 2013 في مدينة جدة بين فريقي الأنصار وأحد، وانتهى بفوز الأنصار بصعوبة شديدة حيث كان ندية من قبل نادي أحد ولكن انتهت المبارة بنتيجة 75-74 لفريق الأنصار والحصول علي اللقب الخامس.[3]

## وصلات خارجية
الموقع الرسمي لنادي النصر